# Receptor faktora rasta
Receptor faktora rasta je receptor za koji se vezuje faktor rasta.
Ti receptori mogu da koriste , MAP kinazne, i PI3 kinazne puteve.